# Kazimira Prunskienė
Kazimira Danutė Prunskienė (Comune distrettuale di Švenčionys, 26 febbraio 1943) è una politica lituana, prima persona e prima donna a divenire Primo ministro della Lituania dopo lo scioglimento dell'URSS, dall'11 marzo 1990 al 10 gennaio 1991.
Dal 2008 era Ministro dell'Agricoltura e leader dell'Unione dei Contadini e dei Verdi di Lituania.